# Mardali
El Mardali va ser un districte del Tauruberan, governat pels Vahevuní. La capital era Mardali.
Limitava a l'est amb el Danavorq i Varazuniq; al sud amb l'Arxamunik o Ashmuniq; a l'oest amb el Mananali i (en una petita part al sud-oest i una petita part al nord-oest) amb la Khorzene i la Karenitida; i al nord el Bassèn.